# ريتشارد كوكلي
ريتشارد كوكلي (بالإنجليزية: Richard Coakley)‏ هو مجدف أيرلندي، ولد في 30 مايو 1983 في كورك في جمهورية أيرلندا.

## وصلات خارجية
- ريتشارد كوكلي على موقع الاتحاد الدولي للتجديف (الإنجليزية)
- ريتشارد كوكلي على موقع اللجنة الأولمبية الدولية (الإنجليزية)
- ريتشارد كوكلي على موقع أوليمبيديا (الإنجليزية)